# Knapgrundet
Knapgrundet är ett skär i Åland (Finland). Det ligger i Skärgårdshavet och i kommunen Jomala i landskapet Åland, i den sydvästra delen av landet. Ön ligger nära Mariehamn och omkring 270 kilometer väster om Helsingfors. Knapgrundet ligger 1 meter över havet.
Öns area är 0,7 hektar och dess största längd är 190 meter i nord-sydlig riktning. I omgivningarna runt Knapgrundet växer i huvudsak barrskog. Närmaste större samhälle är Jomala, 5,0 km väster om Knapgrundet.